# Sébastien Ennelin
Sébastien Ennelin (Saint-Quentin, vers el 1660 - desembre de 1747) fou un compositor francès. Començà com a infant de cor en la capella de l'església de Saint-Quentin. Restan com a mestre de capella de la mateixa en succeir al fins aleshores director Antoine Gras. El catàleg de les seves composicions és extens comprenent misses, motets, himnes, oficis de difunts, etc.